# The Last Kingdom: Seven Kings Must Die
The Last Kingdom: Seven Kings Must Die és una pel·lícula de drama històric britànic dirigida per Edward Bazalgette, escrita per Martha Hillier i basada en The Saxon Stories de Bernard Cornwell. És una seqüela de la sèrie de televisió The Last Kingdom. Alexander Dreymon va repetir el seu paper d'Uhtred de Bebbanburg.
Va ser llançat per Netflix el 14 d'abril de 2023. Té la intenció d'actuar com a conclusió de la sèrie i de la història. Ha estat subtitulada al català.

## Repartiment
- Alexander Dreymon com a Uhtred de Bebbanburg
- Harry Gilby com a Æthelstan
- Mark Rowley com a Finan
- Arnas Fedaravicius com a Sihtric
- Cavan Clerkin com a pare Pyrlig
- James Northcote com a Aldhelm
- Laurie Davidson com a Ingilmundr[1]
- Elaine Cassidy com a Eadgifu[1]
- Ross Anderson com a Donald II d'Escòcia
- Ilona Chevakova com a Ingrith[1]
- Jacob Dudman com a Osbert[1][3]

## Crítica
Al lloc web de l'agregador de ressenyes Rotten Tomatoes, la pel·lícula té una puntuació d'aprovació del 90%, basada en 10 crítiques amb una valoració mitjana de 7,4/10. Metacritic, que utilitza una mitjana ponderada, va assignar una puntuació de 45 sobre 100, basant-se en 5 ressenyes que indicaven "crítiques mixtes o mitjanes".